# Raión de Glushkovo
El raión de Glushkovo (en ruso: Глушковский район) es un distrito administrativo y municipal (raión), uno de los veintiocho en el óblast de Kursk, Rusia. Se encuentra al suroeste del óblast y su centro administrativo es el asentamiento de tipo urbano de Glushkovo. El área del distrito es de 851 kilómetros cuadrados (329 mi²) .
En 2021, el raión tenía una población de 20 024 habitantes.
El raión es fronterizo al oeste y sur con Ucrania. Por su ubicación fronteriza, desde 2024 es una zona muy peligrosa de combates en la ofensiva ucraniana sobre Kursk.

## Subdivisiones
Comprende los asentamientos de tipo urbano de Glushkovo (la capital) y Tiótkino, que forman cada uno un ayuntamiento urbano sin pedanías, y 53 localidades rurales. A efectos de autogobierno local (descentralización), estas últimas se agrupan en once asentamientos rurales, que reciben el nombre tradicional de selsovet (сельсовет), y que son los siguientes:
- Alekséyevka
- Vesióloye
- Zvannoye
- Karyzh
- Kobylki
- Koroviakovka
- Kulbaki
- Márkovo (sede del ayuntamiento en Drónovka)
- Nizhni Mordok
- Popovo-Lezhachí
- Sujínovka

El actual mapa de autogobierno local data de varias fusiones de ayuntamientos que tuvieron lugar en 2010. Sin embargo, a efectos de división territorial de los órganos internos federales y de la óblast (desconcentración), la parte rural del raión se sigue dividiendo en los catorce selsovety que se habían definido en 2004, y que crearon sus ayuntamientos conforme a dicho mapa en 2006. Los tres selsovety que siguen existiendo como áreas administrativas, pero desde 2010 sin ayuntamiento, son:

- Leshchínovka (integrado en Zvannoye)
- Serguéyevka (integrado en Kulbaki)
- Márkovo y Drónovka también formaban ayuntamientos separados